# Burg Brandenbourg
Die Burg Brandenbourg (lux. Branebuerg), auch Schloss Brandenbourg genannt, ist die Ruine einer luxemburgischen Höhenburg in der gleichnamigen Ortschaft in der Gemeinde Tandel.

## Geschichte
Die Ursprünge der Burg gehen schätzungsweise auf das 10. Jahrhundert zurück, zum ersten Mal urkundlich erwähnt wurde sie allerdings erst 1244 in Zusammenhang mit ihrem ersten bekannten Herrn, Gottfried. Die Burg hatte eine strategisch günstige Lage. Sie lag an der Seite zweier Verkehrswege, die zur damaligen Zeit unabdingbar waren: einmal von der Sauer in die Ardennen und der andere von Burscheid nach Vianden (zwei wichtige Bollwerke der Luxemburger Burgenlandschaft).

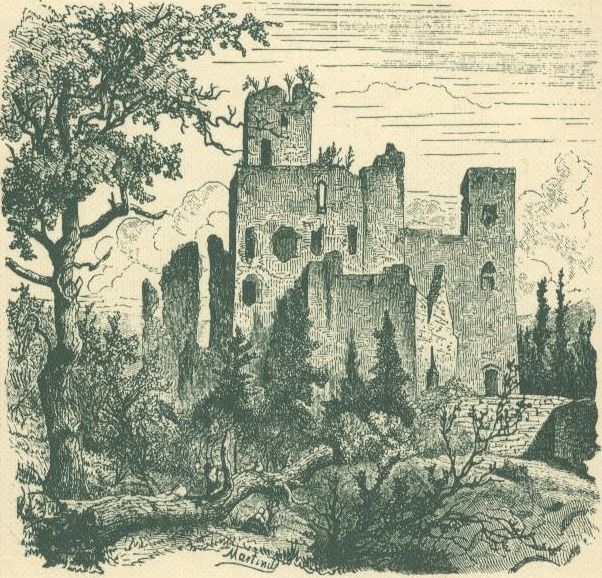
Zeichnung der Brandenbourg von Martinus-Antonius Kuytenbrower, 1857

Wesentlich modifiziert wurde die Burg erst wieder im 14. Jahrhundert, als man einen Wehrturm und ein Gebäude weiter unterhalb des Hügels mit der Burg verband. Der Neubau war sogar imposanter als der ursprüngliche Bergfried und kündigte eine Reihe an Aufbesserungen in den folgenden Jahrhunderten an. Im darauf Folgenden wurden die Ost- und Südhänge der Burg einverleibt; zweistöckige Kellergewölbe schlug man hier in den Fels hinein. Im Norden wurde die Vorburg – bislang ein Schwachpunkt in der Befestigung – mit dem Rest der Burg auf eine Höhe gebracht und im Süden wurden wiederum in die Ringmauer drei Halbtürme eingebaut.
Mit dem Niedergang des Rittertums verloren die altmodischen Befestigungen jedoch an Wirkung. Als 1413 Anton von Burgund mit seinen Truppen der Burg drohte, ergab sich Brandenbourg trotz der wehrtechnischen Kraft, um seiner Zerstörung zu entgehen. Angesichts der militärischen Veraltung des Bollwerkes (gegenüber neuartigen Waffen wie beispielsweise Kanonen) wurde an die Ringmauer ein großer, runder Artillerieturm angebaut. Auch wurde ihre Zwingermauer, versehen mit weiteren vier halbrunden Türmen, dabei angelegt und gebaut sowie der Eingang verstärkt und der Hauptgraben ausgeweitet.
Ohne ihre militärische Kraft jemals unter Beweis stellen zu können, wurde die Burg im 18. Jahrhundert aufgegeben. Mit dem Wachsen der Städte und ständigen Gebietsverkleinerungen durch benachbarte Großmächte (wie etwa beim Wiener Kongress) verlor das Großherzogtum Luxemburg zunehmend an seiner ehemaligen Stärke. Die bäuerliche Bevölkerung hatte kein Interesse mehr an der Instandhaltung einer Festung, weswegen die Brandenbourg dem Verfall überlassen wurde.
Am 15. April 1936 wurde sie unter Denkmalschutz gestellt. Heute ist sie ein beliebtes Wanderziel und wird von der Gemeinde sowie vom Staat Luxembourg in Stand gehalten.